# Мъпетският остров на съкровищата
„Мъпетският остров на съкровищата“ (на английски: Muppet Treasure Island) е американски куклен филм от 1996 г.